# Attenborough Strait
Attenborough Strait är ett sund i Antarktis. Det ligger i Västantarktis. Chile och Storbritannien gör anspråk på området.